# Мартинс, Тиагу (артист)
Тиагу Мартинс (порт. Thiago Martins, 19 сентября 1988, Рио-де-Жанейро) — бразильский актёр, певец и композитор.

## Биография
Карьера актёра началась в группе театра Nós do Morro, где Тиагу работал вместе с другими жителями Фавелы Vidigal. Его первое участие на телевидении было в программе Xuxa. Затем, в 2002 году Тиагу исполнил роль персонажа Lampião в фильме Фернанду Мейреллиша, «Город Бога», который впоследствии стал одним из самых признанных фильмов во всём мире.
В том же году Тиагу исполняет роль Джона Виктора, подростка среднего класса, в сериале «Город мужчин», где ему удалось поработать со знаменитой актрисой Режиной Касе. Премьера в новеллах у актёра состоялась в 2004 году. Он исполнил свою роль в сериале «Цвета греха», Жуана Эмануэла Карнейру.
В 2005 году он играет в сериале самого Силвиу ди Абреу под названием «Белиссима». Здесь актёр играет вместе с такими знаменитостями как Клаудия Абреу и Тони Рамос. В 2006 году он снова работает в передаче Xuxa. А в 2007 году он появляется в сериале «Запретное желание». В 2008 году он играет в фильме «Era uma Vez». А в 2009 году следует сериал «Дороги Индии», где ему доводится исполнить роль молодого Шанкара. В 2012 году актёр играет в сериале «Проспект Бразилии».